# Uppsala (stad)

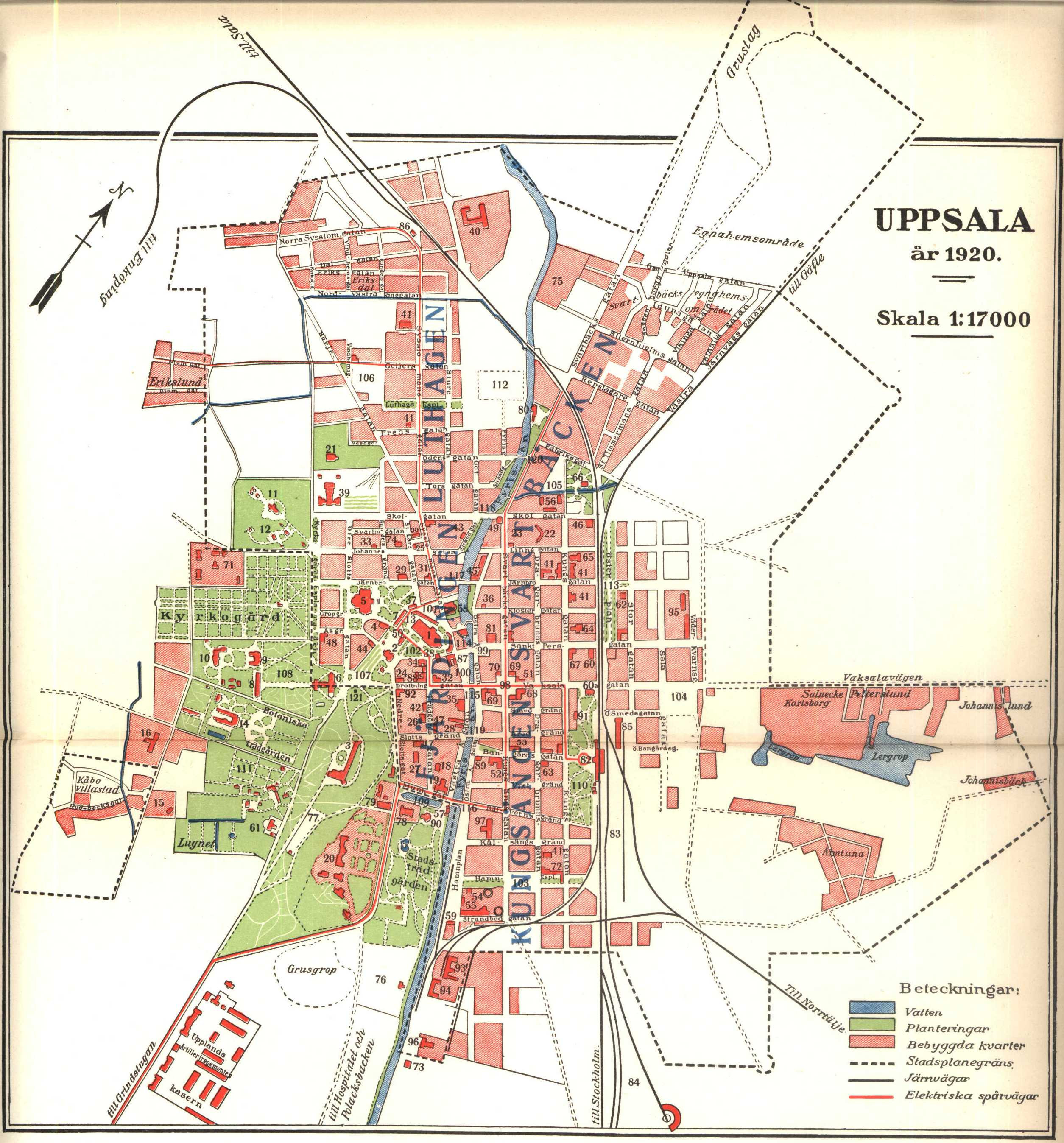
Kaart van Uppsala in 1920

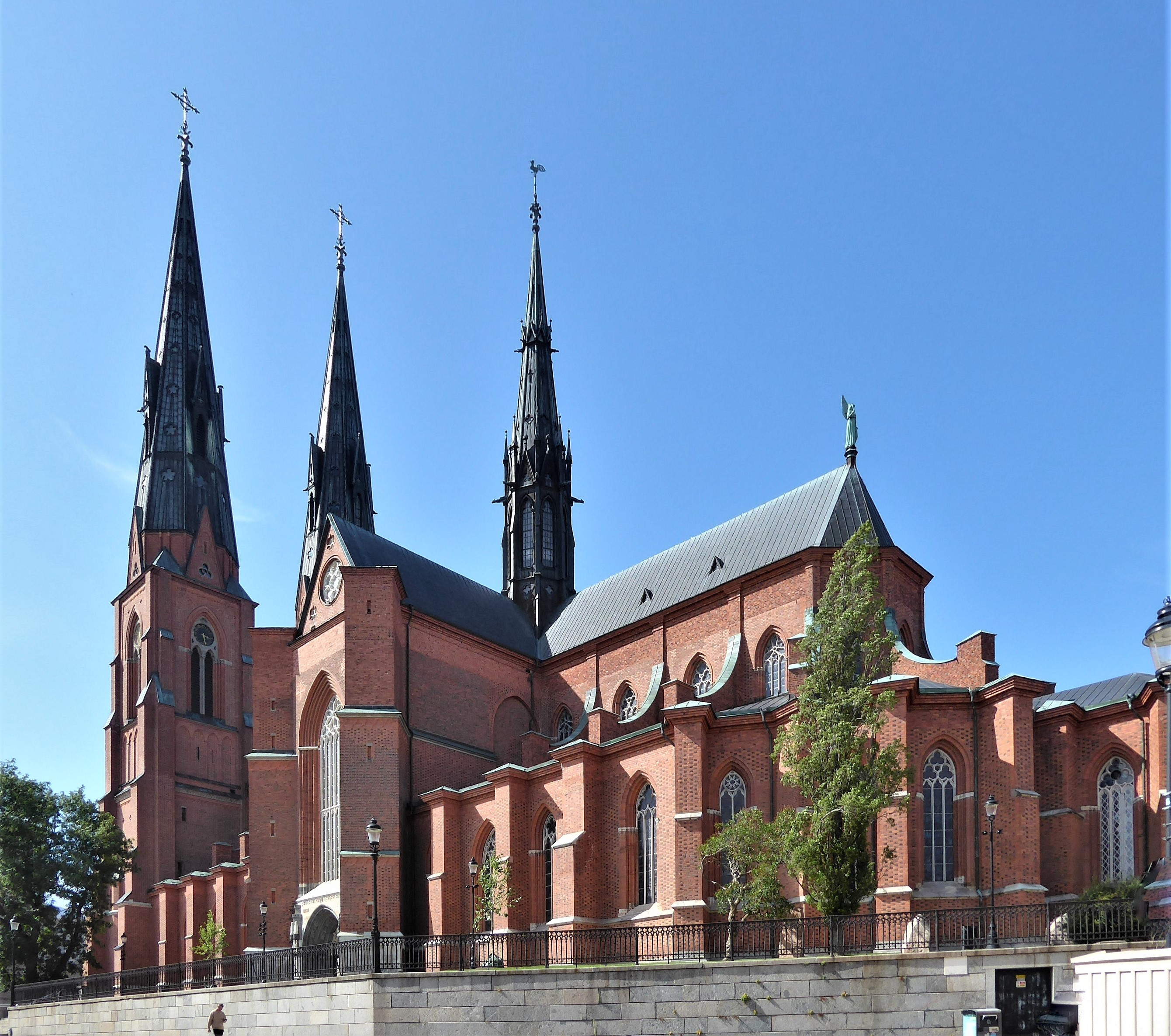
Kathedraal van Uppsala

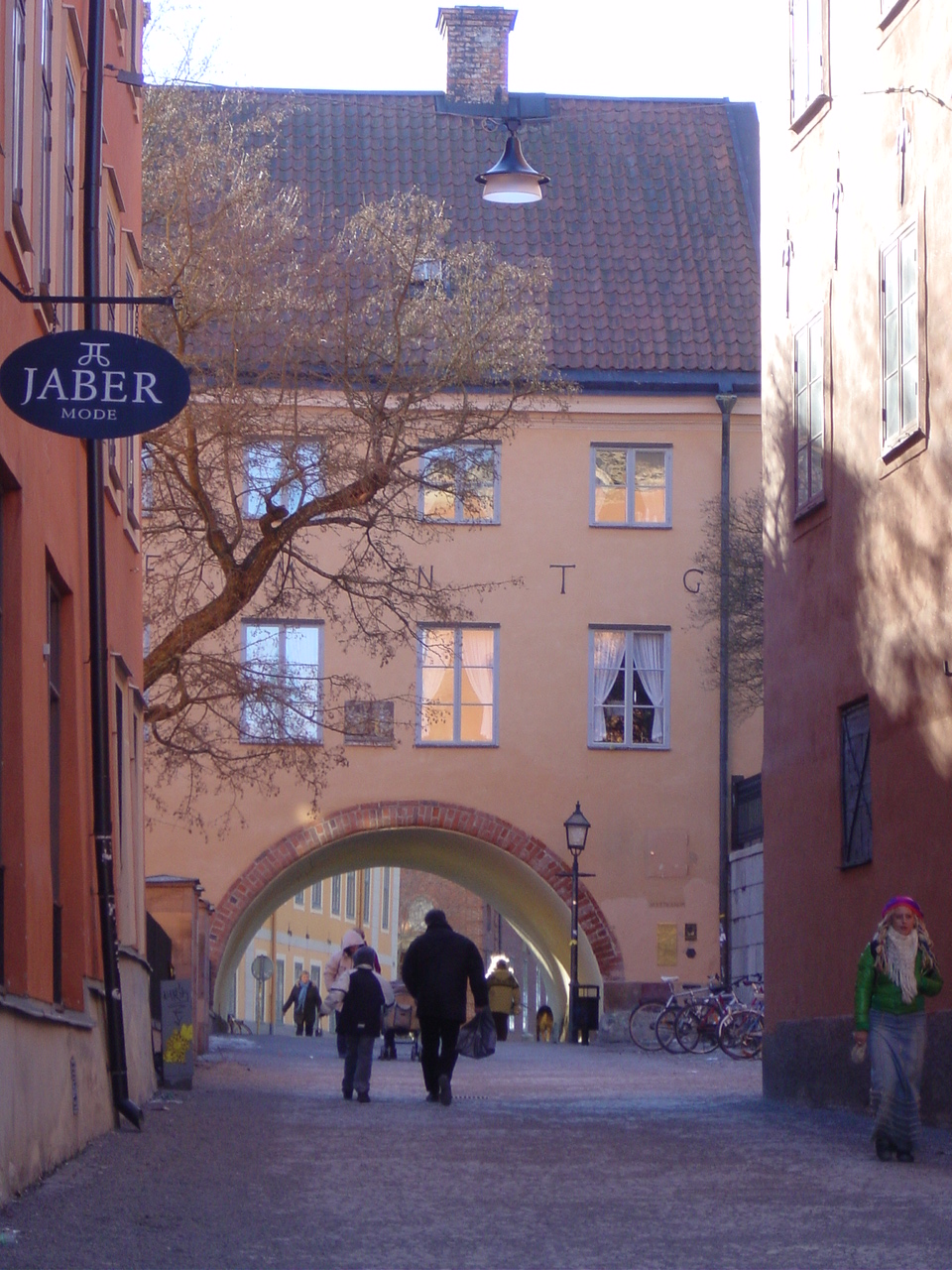
Straat in Uppsala

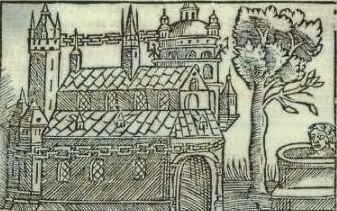
Tempel van Uppsala met de gouden ketting, de bron en de boom, Olaus Magus, 1555

Uppsala is de hoofdstad van de gemeente Uppsala in het landschap Uppland en de provincie Uppsala län in Zweden. De plaats heeft 128.409 inwoners (2005) en een oppervlakte van 4877 hectare. De stad is de op drie na grootste stad van Zweden. De plaats geldt als een typische studentenstad.

## Geografie
Uppsala is ontstaan op de vruchtbare modderige laaglanden en wordt doorkruist door de rivier Fyrisån.
De stad ligt op 71 kilometer ten noorden van Stockholm, en 35 km ten noorden van het internationale vliegveld Arlanda. Uppsala is de op drie na grootste stad van Zweden (na Stockholm, Göteborg en Malmö).
De nabijheid van het Mälarmeer (5 km) waarmee het via de rivier Fyrisån is verbonden, maakten de plaats lang geleden tot een knooppunt voor handel in pelsen vanuit de bossige omgeving in het noorden en naar het binnenland.
Kenmerkend aan de stad is de kathedraal van Uppsala, de vele studenten en een bevolking die graag fietst. De universiteit van Uppsala had in het jaar 2001 36.500 studenten.

## Geschiedenis
Het huidige Uppsala heette vroeger Östra Aros, en het huidige Gamla Uppsala (het Oude Uppsala) heette toen Uppsala. De Mälarbaai strekte zich toen uit tot aan Östra Aros, die als haven diende voor Uppsala. Het oude Uppsala werd al genoemd als centrale cultuurplaats van Zweden door bijvoorbeeld Adam van Bremen. Östra Aros zou daarna de naam Uppsala overnemen en het oudere Uppsala kreeg dan de naam Oud Uppsala (Gamla Uppsala), rond 1130. (?)
In de 16de eeuw werden vele Walen uit België naar Uppsala gelokt om daar met hun kennis van zaken de ijzerindustrie uit te bouwen. De Walen zijn er tot op vandaag een belangrijke financiële groep.
In mei 1702 werd de hele stadskern verwoest door een brand, onder andere de kathedraal werd ernstig beschadigd.
Personen in de geschiedenis van de stad:
- Olof Rudbeck de Oudere
- Olof Rudbeck de Jongere
- Carl Linnaeus
- Carl Peter Thunberg
- Dag Hammarskjöld
- Bertil Lindblad
- Anders Celsius
- Gösta Knutsson
- Hans Rosling

## Stadsdelen
| - Stadscentrum - Fjärdingen             | - Berthåga - Husbyborg - Hällby - Librobäck - Luthagen - Rickomberga - Stenhagen                    | - Eriksberg - Flogsta - Håga - Kvarnbo - Kvarnbolund - Kåbo - Norby - Polacksbacken                 | - Gottsunda - Sunnersta - Ulleråker - Ultuna - Valsätra - Vårdsätra |
| - Bergsbrunna - Nåntuna - Sävja - Vilan | - Boländerna - Fyrislund - Fålhagen - Kungsängen - Kuggebro - Salabacke - Slavsta - Vaksala - Årsta | - Brillinge - Gamla Uppsala - Gränby - Kvarngärdet - Löten - Nyby - Svartbäcken - Tunabackar - Ärna |                                                                     |

## Bezienswaardigheden
- Kathedraal van Uppsala

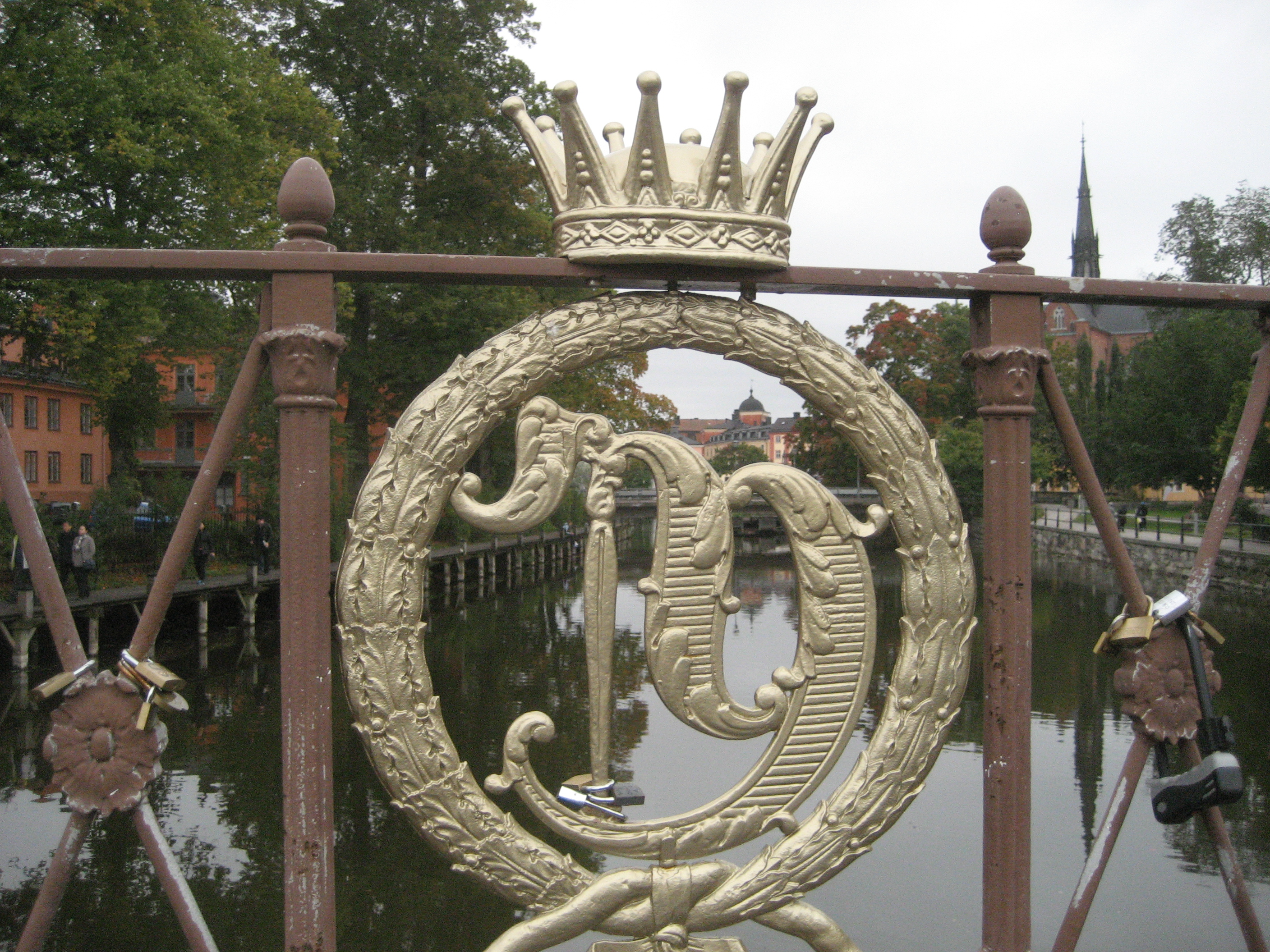
Brug (Järnbron) tussen Linnegatan en St. Johannesgatan

- Universiteit van Uppsala (Universitetshuset, Gustavianum ...)
- Carolina Rediviva
- Linnéträdgården
- Saturnus (Sweden Solar System)
- Kasteel van Uppsala
- Heilige Drievuldigheidskerk

## Verkeer en vervoer
De Europese snelweg E4 passeert Uppsala vanaf de oostkant (van Stockholm naar Gävle). Andere wegen rond de stad zijn de Riksväg 55, Riksväg 72, Länsväg 255, Länsväg 272, Länsväg 282, Länsväg 288 en Länsväg 290.
De stad heeft een station aan de spoorlijnen Uppsala - Morastrand, Stockholm - Sundsvall en de museumspoorlijn Uppsala - Lenna.

## Stedenbanden
- Tartu (Estland)